# The Way of Kings
The Way of Kings är en fantasyroman skriven av den amerikanska författaren Brandon Sanderson och är den första boken i The Stormlight Archive-serien. Romanen utgavs första gången 31 augusti 2010 av Tor Books. The Way of Kings består av en inledning till hela serien, en prolog, 75 kapitel, en epilog och nio mellanspel. Uppföljaren Words of Radiance gavs ut 2014, följt av Oathbringer 2017 och Rythm of War 2020. En läderinbunden utgåva gavs ut 2021.
År 2011 mottog The Way of Kings pris för bästa roman vid David Gemmel Legend Awards. Ljudboksutgåvan är inläst av Michael Kramer och Kate Reading.